# Zehnacker
Zehnacker település Franciaországban, Bas-Rhin megyében. Lakosainak száma 251 fő (2022. január 1.). Zehnacker Hohengœft, Crastatt, Jetterswiller, Knœrsheim és Rangen községekkel határos.

## Népesség
A település népessége az elmúlt években az alábbi módon változott:
| Lakosok száma | 249  | 248  | 247  | 246  | 248  | 249  | 248  | 248  | 251  |
|               | 2013 | 2015 | 2016 | 2017 | 2018 | 2019 | 2020 | 2021 | 2022 |